# 九州産交バス高速営業所
九州産交バス高速営業所（きゅうしゅうさんこうバスこうそくえいぎょうしょ）は、九州産交バスのバス営業所。九州産交バスが運行する熊本発着の高速バス・特急バス路線と、九州横断バス、空港連絡バス（熊本空港リムジンバス）を運行している。
所在地は、熊本県熊本市西区上代4丁目にあり、敷地内には熊本都市圏の一般路線バスを担当している九州産交バス熊本営業所・産交バス熊本営業所ならびに九州産交バス・産交バス・九州産交オートサービスの本社も併設している。

## 概要
2007年10月1日に九州産交バス中央営業所（田崎車庫）と九州産交バス小島営業所（小島産交）が統合した旧・熊本営業所では一般路線を含めたすべての路線を担当していたが、2012年4月1日の組織改編に伴い、旧・熊本営業所を熊本営業部に変更し、その中に一般路線を担当する路線バス営業所と、高速バス・特急バス路線や空港連絡バス等を担当する高速バス営業所として分かれていたが、2021年10月1日に再度組織改編により熊本営業部を廃止、路線バス営業所を新たに「熊本営業所」とし、高速バス営業所は「高速営業所」に変更された。

## 本荘車庫
西部車庫とは別に、当社グループの車両および共同運行会社車両のための折り返し基地ならびに乗務員休憩施設を備えた本荘車庫が熊本市中央区琴平1丁目に設置されている。当営業所の「ひのくに号」を中心とした高速車のほか、西鉄バスの「ひのくに号」・大分バスの「やまびこ号」・「きりしま号」の鹿児島側事業者など、主に桜町BT発着便や熊本駅発着便など西部車庫を発着点としない路線の車両が出入りし、日中の待機・休憩場所として使用しているほか、産交バス(株)管轄の「あまくさ号」天草営業所所属車両や、桜町BT・水道町発着の一般路線バスの一部も休憩に入る。一般路線バスでは2023年1月時点では当社グループのほか、熊本バスの車両も休憩・待機場所として使用している（熊本バスでは「琴平車庫」と呼称している）。また、西鉄バスの「ひのくに号」と産交バス(株)管轄の「あまくさ号」は運行ダイヤの関係上、一部夜間停泊があるため、本荘車庫には乗務員の仮眠施設も備えられている。その他の事業者ならびに一般路線バスの夜間停泊はない。過去には宮崎交通の「なんぷう号」も一部夜間停泊していたが、のちに泊まりダイヤが廃止されたため現在は夜間停泊をおこなっていない。なお、当営業所の高速車はすべて西部車庫に留置するため、桜町BTおよび熊本駅始発・終着の車両は、営業運行開始前には「回送」にて西部車庫を出庫し、営業運行終了後は「回送」にて西部車庫へ入庫する。

## 担当路線
旧熊本営業部・高速バス営業所が受け持っていた区間と同じ路線を引き続き担当している。以下、熊本桜町バスターミナルは「桜町BT」と略する。

### 高速バス
| 路線名                          | 共同運行会社                                                             | 運行区間 | 備考     |
| ------------------------------- | ------------------------------------------------------------------------ | --- | -------- |
| 福岡線 （ひのくに号）           | 西日本鉄道福岡高速自動車営業所                                           | （熊本駅）－桜町BT－熊本県庁前－福岡（博多BT－天神BT・福岡空港）                                                 | [ 備 1 ] |
| 長崎線 （りんどう号）           | 長崎県営バス長崎営業所                                                   | 西部車庫－熊本駅－桜町BT－熊本県庁前－松原－大村IC－大村木場－諫早IC－昭和町－大橋－長崎駅前                     |          |
| 宮崎線 （なんぷう号）           | 宮崎交通宮崎中央営業所                                                   | 西部車庫－熊本駅－桜町BT－熊本県庁前－人吉IC－都城北－宮交シティ－宮崎駅                                         |          |
| 鹿児島線 （きりしま号）         | 鹿児島交通鹿児島営業所 南国交通鹿児島営業所                              | 西部車庫－熊本駅－桜町BT－熊本県庁前－八代IC－人吉IC－鹿児島空港－鹿児島中央駅－鹿児島本港                       | [ 備 2 ] |
| 神戸大阪京都線 （サンライズ号） | 近鉄バス京都営業所                                                       | 西部車庫－熊本駅－桜町BT－熊本県庁前－三宮バスターミナル－大阪駅前－なんば－あべの橋－京都駅                     |          |
| 大阪京都線 （あそ☆くま号）      | 近鉄バス京都営業所                                                       | 西部車庫－熊本駅－桜町BT－熊本県庁前－大阪駅前－なんば－あべの橋－京都駅                                         | [ 備 3 ] |
| 福岡－宮崎線 （フェニックス号） | 西日本鉄道福岡高速自動車営業所 宮崎交通宮崎中央営業所 JR九州バス宮崎支店 | 天神BT－博多BT－高速基山－人吉IC－都城北－宮交シティ－宮崎駅                                                     | [ 備 4 ] |
| 福岡－黒川温泉線                | 日田バス日田営業所                                                       | 天神BT－博多BT－福岡空港（国内線）－日田BT－杖立温泉－ゆうステーション－満願寺温泉－田の原温泉－黒川温泉－瀬の本 | [ 備 5 ] |

福岡 - 黒川温泉線の路線沿革

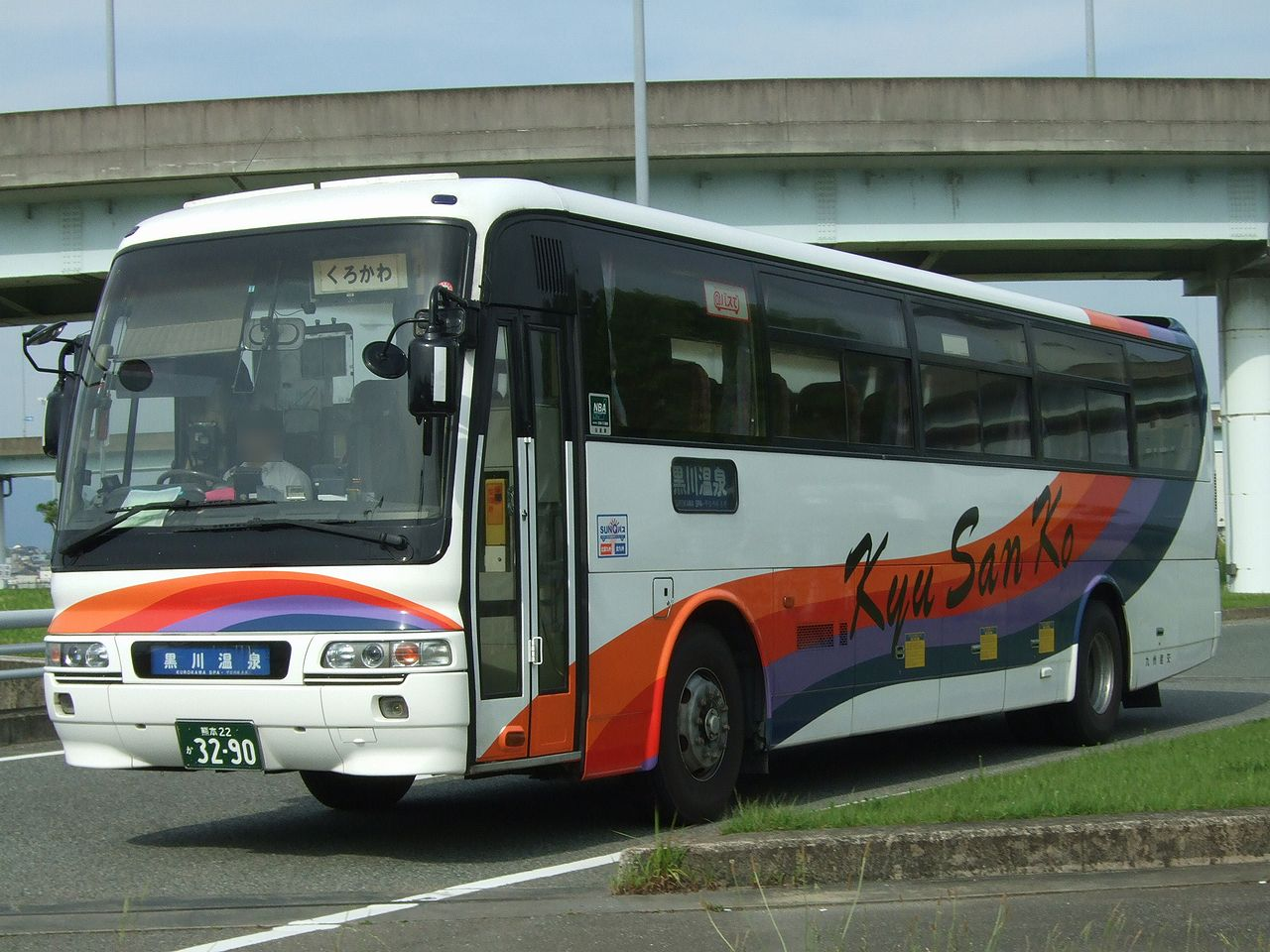
福岡 - 黒川温泉線で運行される車両

- 2005年11月12日-12月11日 西日本鉄道・日田バス・九州産業交通の3社共同において、福岡 - 黒川温泉線の試験運行を実施。座席定員制（予約不要だが満席の場合は乗車不可）。
  - 運行ルートは博多駅交通センター - 西鉄天神バスセンター - 福岡空港（国内線） - 黒川温泉
- 2006年3月19日-12月3日 2度目の試験運行。運行事業者およびルートは前回と同じ（2006年4月1日からは九州産業交通に代わり九州産交バスが運行）。予約指定制に変更。
- 2007年3月3日 通年運行開始。
  - 新たに高速基山・道の駅小国（ゆうステーション）・南小国町役場前の3バス停を追加。また、高速バス初の試みとして、福岡行きのみゆうステーションで20分間停車するようになった。
- 2009年7月27日 杖立、満願寺入口、バイパス田の原に停車
  - 運行会社が九州産交バスと日田バスの2社に（西鉄が運行撤退、福岡側の予約・出札業務ならびに運行支援のみおこなう）
- 2012年4月1日 ダイヤ改正により運行内容を一部変更
  - 新たに「日田バスセンター」に停車開始。これに伴い、福岡 - 黒川間および日田 - 黒川間の往復・ペア乗車券を発売開始。
- 2015年4月1日 ダイヤ改正。
  - 2往復増便により1日4往復8便に。
  - 福岡空港乗り場がこれまでの国内線から国際線ターミナルに変更。
- 2016年4月15日 熊本地震により運休。
- 2016年4月23日 運行再開。福岡発最終便、黒川温泉発始発便を運休し1日3往復の運行。全便、日田バスの担当となる。国道212号線が不通となったため日田 - ゆうステーション間で国道210号・県道12号・ファームロード経由で迂回運行し、杖立には停車しなくなる[2]。
- 2016年5月1日 運休前と同様、日田バス・九州産交各2往復の4往復で運行開始。ただし迂回運行は継続。
- 2016年6月20日-7月15日 熊本地震後の観光需要喚起を目的として「今こそ、高速バスで行こう！キャンペーン」を実施し、期間内のみ最大運賃を1,500円とする[3]。
- 2016年10月21日 国道212号・杖立経由での運行を再開[4]。
- 2017年4月1日 博多バスターミナルと西鉄天神高速バスターミナルの停車順を入れ替え、西鉄天神高速バスターミナル始発着・博多バスターミナル経由となり、福岡市内の運行経路も一部変更。
- 2019年10月1日　日田バスセンターが日田バスターミナルへ名称変更する事に伴い停留所の名称も変更される。
- 2022年7月1日　同年11月30日までの期間限定において、熊本県側の起終点を瀬の本（レストハウス）まで延伸[5]。

### 特急バス
| 路線名                | 共同運行会社           | 運行区間 | 備考     |
| --------------------- | ---------------------- | --- | -------- |
| 大分線 （やまびこ号） | 大分バス大分中央営業所 | 熊本駅－桜町BT－熊本県庁前－阿蘇くまもと空港－阿蘇駅－道の駅すごう－大分駅（要町）－中央通り－大分県庁前                           |          |
| 延岡線 （たかちほ号） | 宮崎交通延岡営業所     | 熊本駅－桜町BT－熊本県庁前－阿蘇くまもと空港－高森駅－高千穂バスセンター－延岡駅                                                   |          |
| 九州横断バス          | （単独運行）           | 熊本駅－桜町BT－熊本県庁前－阿蘇くまもと空港－阿蘇駅－黒川温泉－由布院バスセンター－別府北浜－別府駅                               | [ 備 6 ] |
| 阿蘇登山線            | （単独運行）           | 熊本駅－桜町BT－熊本県庁前－阿蘇くまもと空港－火の山温泉どんどこ湯－阿蘇ファームランド－草千里・阿蘇火山博物館－阿蘇山上ターミナル | [ 備 7 ] |

### 空港連絡バス
太字は特別快速便（空港特快バス）も停車
| 案内記号 | 路線名       | 運行区間 | 備考     |
| -------- | ------------ | --- | -------- |
| AP       | 空港リムジン | 西部車庫－蓮台寺－熊本駅－ANAクラウンプラザホテルニュースカイ－桜町BT－通町筋－味噌天神－水前寺公園前－熊本県庁前－自衛隊前－東町中央－益城インター口－グランメッセ熊本前－テクノ団地入口－テクノリサーチパーク入口－阿蘇くまもと空港 | [ 備 8 ] |

このほか、高森快速バスたかもり号も西部車庫 - 阿蘇くまもと空港間は空港リムジンと同じ停留所に停車するほか、下り（熊本市内方面）においてはやまびこ号・たかちほ号・九州横断バス（全て熊本行）も利用可。

#### 路線概要

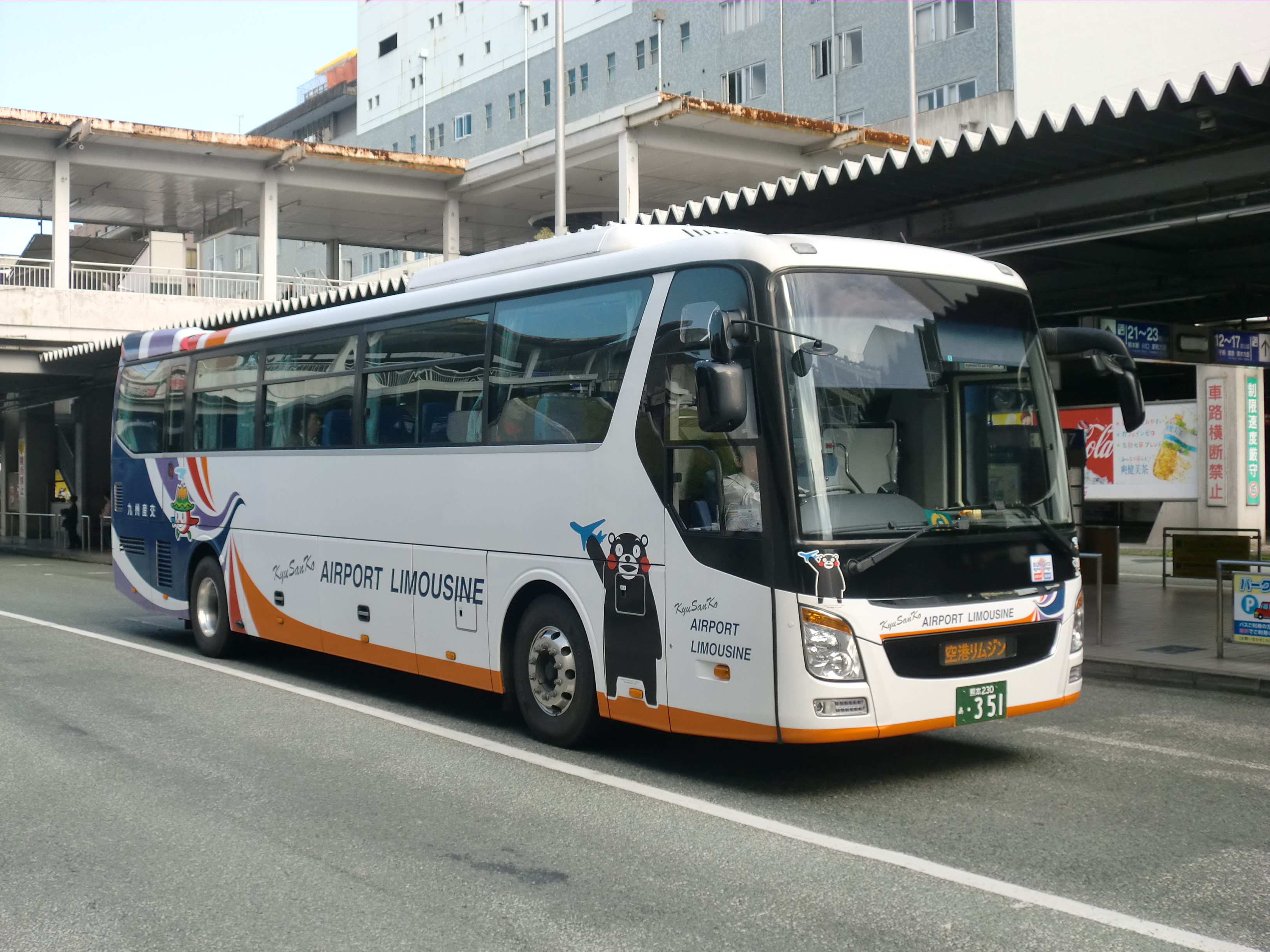
空港専用リムジンバス（3代目塗装車）

- 1971年4月1日において熊本県上益城郡益城町に現在の熊本空港が開設された時、車内後部にサロンシートを備えた、熊本空港行き専用サロンバスが運行を始めた。2024年12月現在は1日45.5往復91便（熊本発・空港発とも概ね1時間に2～3本程度）運行されている。以前においては航空ダイヤに応じてほぼ毎月の如く頻繁にダイヤ改正がおこなわれていたが、現在はその頻度は低下している。
- 産交バス阿蘇営業所との共同運行。（たかもり号の間合いで運行）

#### 路線沿革
- 1971年4月 - 熊本市健軍町（現在の熊本県立大学がある位置）にあった熊本空港が現在地に移転。これに伴い運行開始。
  - 当時は熊本駅－交通センター（現：桜町BT）－熊本県庁前－東バイパス－松の本－第一空港線－熊本空港のルートで運行。
- 1985年頃 - 自衛隊前（第二空港線）経由運行開始。当時は第二空港線未開通により東町中央 - 熊本空港間は一部第一空港線ルートへ迂回運行。
- 1987年 - 第二空港線全線開通により自衛隊前経由便は現在の運行ルートに。
- 1989年 - 熊本 - 天草間の快速バス「あまくさ号」の一部便が熊本空港まで延伸。熊本駅 - 空港間の停留所は本路線の自衛隊前経由と同じ。
- 1999年10月 - ダイヤ改正により、松の本経由を廃止。全便第二空港線経由となる。
- 2011年3月12日 - 快速「あまくさ号」の空港発着便を廃止。代替として「空港 - 天草間乗り継ぎきっぷ」を発売開始。
- 2011年6月1日 - ダイヤ改正（快速便を廃止　全便を各停へ）。
- 2011年11月1日 - ダイヤ改正（北岡神社前・日銀前・ホテルキャッスル前バス停を廃止し、全便河原町経由に統一）
- 2013年6月1日 - ダイヤ改正により1往復増便。増便分においては産交バス人吉営業所が担当する（ひとよし号減便に伴う車両有効活用策による間合い運用）。
- 2014年8月1日 - ダイヤ改正により1往復減便（ひとよし号廃止に伴い産交バス人吉営業所による間合い運用を終了）。
- 2014年10月26日 - ダイヤ改正により、空港発は発時刻が変更されるほか、1便増便される。逆に熊本市内発は1便減便される。
- 2016年4月16日 - この日の未明に発生した熊本地震の影響で空港ターミナルビル施設が甚大な被害を受け閉鎖となったためバスも全便運休に。19日より航空機一部便就航に併せバスも便数を大幅に減らして運行再開。同年6月1日より通常の本数に戻る。
- 2016年7月15日 - この日から新たにテクノ団地（仮設住宅）入口へ停車開始と共に運行経路も一部変更。
- 2020年4月-ワンステップバス２台新規導入（三菱エアロスターワンステップ）
- 2023年3月6日 - 九州産交グループ初の試みとして、運賃支払い方法にVisaのタッチ決済を導入[6]。
- 2023年4月25日 - タッチ決済の対応ブランド追加[7]。
- 2023年7月16日 - ダイヤ改正において6往復増便とともに、特別快速便（空港特快バス）を10往復20便新設。桜町BT - 空港間は現行便より5分短縮。

### その他の担当路線
いずれも案内番号なし（無番）
| 路線名     | 運行区間 | 備考                |
| ---------- | --- | ------------------- |
| 通町直行便 | 熊本駅－水道町－通町筋－熊本市役所前 （これ以外の停留所には無停車） | [ 備 9 ]            |
| 空港直行便 | 西部車庫－田崎橋－二本木口－（熊本駅）－自衛隊前－東町中央－佐土原－北花立・県畜産会館前－益城インター口－グランメッセ前－テクノ団地入口－テクノリサーチパーク入口－阿蘇くまもと空港 | [ 備 10 ] [ 備 11 ] |

- 両路線とも支払いは現金・くまモンのIC CARD・通勤通学定期券・その他各種乗車券・クレジットカード等によるタッチ決済使用可。
- 運行車両は高速バス・特急バス・空港リムジン等で使われている4列シートのハイデッカー車両（クレカ等読取り機対応車）が間合いで使用される。

| 路線名                 | 運行区間 | 備考 |
| ---------------------- | --- | ---- |
| 福岡PayPayドーム直行便 | 熊本駅－桜町BT－通町筋－味噌天神－水前寺公園前－熊本県庁前－自衛隊前－益城インター口－武蔵ヶ丘－西合志－福岡PayPayドーム |      |

- 福岡PayPayドームで行われるイベント等開催時のみ運行される臨時高速バス。座席指定制（要予約）。
- 運行車両は原則的にトイレ付高速バス車両が使われるが、車両都合・当日の予約状況によってはトイレ無し車両が入る場合もある。
- ひのくに号とはあくまで別系統であるため、ひのくに号回数券・定期券やその他の各種割引乗車券での利用は不可。また、熊本県内間のみの利用は出来ない。

## 過去の担当路線
- 佐世保線＜さいかい号＞：西部車庫－熊本駅－桜町BT－熊本県庁前－高速金立－佐世保バスセンター－ハウステンボス
  - （単独運行） ※佐世保側では西肥バス東部営業所が運行支援をおこなった。
  - この路線は1990年10月に西肥バスとの2社共同運行で運行開始し、利用客低迷を受け2014年9月に一度廃止されたが、近年の海外からのインバウンド客の増加傾向により熊本から佐世保・ハウステンボスへの利用客向上を期待し2019年4月に当社の単独運行において1日1往復のみの運行で路線再開した。しかし、2020年に入り新型コロナウイルスの感染拡大の影響で再び利用客の減少により、同年5月に運休すると、それ以降は運行再開される事なく、さらには昨今の深刻な乗務員不足も影響し今後の運行再開は困難な状況であると判断されたため、結局は1度も運行再開がなされないまま2024年3月31日を以って廃止された。

## 車両
- スーパーハイデッカー・ハイデッカー車両といった観光タイプの車両が多数在籍する。基本的には国産メーカーでの導入となっているが、主に日野車をメインに三菱車も多く在籍している。以前（旧中央営業所時代）はメーカー純正車体と西工ボディを架装した車両が混在していたが、現在在籍する車両は全て純正車体（ジェイバス車体も純正扱い）のみである。
  - 日野セレガ - 旧中央営業所時代における1990年発売開始以来、最も多く導入されている主力車種で、現在においても当社高速車の過半数を占める。以前は旧型（初代）と現行型（2代目）の車両が路線によって使い分けられ、旧型の車両は20年以上にわたって使い続けられていたが、2021年までに自社導入車の全車が運用を離脱しており、現在高速道路を経由する路線に用いられるのは現行型の自社導入車のみであり、旧型の車両（セレガRを含む）は県外他事業者からの移籍車のみで高速道路を経由しない路線にて使用される。因みに、夜行用として自社導入車で唯一のセレガRスーパーハイデッカーならびに現行型セレガのスーパーハイデッカーも各1台ずつ存在するが、経年化により現在はいずれも夜行用としての運用から外れ、宮崎線を中心に運用されている。2023年4月1日より光の森営業所が福岡線の一部（光の森発着便）を担当する事になったため、福岡線専用車のうち3台が光の森営業所に転出したが、うち2台が2024年4月頃より、残る1台も2024年11月頃に後述の三菱エアロエースと引き換えに再び光の森営業所から当営業所に帰属した。（ただし、運転業務は当営業所の乗務員が光の森営業所に出向して乗務する）。
  - 三菱エアロクイーン - 1990年代半ばから一時期夜行路線を中心に「フェニックス号」専用車としても買われていた。しかしながら、2010年代に入ると前述の日野セレガに置き換えられ、のちにかつての夜行路線車は九州島内昼行路線に転用となるも、経年により廃車が進み、旧型の車両では宮崎線用に2台が残っていたが2023年10月までに全車引退した。2021年には名鉄バスより現行型の車両が1台移籍導入され、こちらも宮崎線用として使われている。
  - 三菱エアロバス - 上記のエアロクイーンと共に一時期1990年代半ばから2000年代前半にわたって導入されていた。数台が経年により廃車となっていながらも、2022年現在でも車体改良工事を経て現役で活躍している車両が多い。このほか、貸切からの転用車も2台在籍（元は名鉄バスからの移籍車で、移籍当初は貸切車として木山営業所と大津営業所に常駐していたが、のちに貸切カラーのまま行灯のLED行先表示化ならびにワンマン機器増設の末に当営業所に転属）し、主に大分線や空港リムジンの予備車として使用されている。
  - 三菱エアロエース - 2000年代末期から2012年にかけて9台導入された。そのほとんどがサブエンジン冷房車であるが、1台のみ宮崎線用として買われた車両は直結冷房となっている。また、2012年導入の2台は夜行路線でも使用するため、トイレ横には交代乗務員用の仮眠室も設けられている。以降は同車での導入は途絶えていたが、2019年に福岡線用に2台新車で購入され7年ぶり三菱車での導入となった。さらに2021年には名鉄バスよりパウダールーム付きの車両が3台移籍導入され、主に長崎線にて使用されている。さらに2023年と2024年には現行型（通称令和顔）が各1台新車導入され主に福岡線にて使用されている。2010年導入の6台のうち2台が2024年4月頃より、さらに同年式車1台も2024年11月頃より光の森営業所に転属し福岡線光の森発着便にて使用されている。
  - いすゞガーラ - 旧中央営業所時代において1990年代初頭の高速バス開業ラッシュ時期にはいすゞ車をメインに大量導入され高速車の過半数をいすゞ車で占めていた時期もあったほどだが、経年により続々と姿を消しており、2000年代初頭に初代の車両が2台福岡線用として自社導入されていたものの、2020年までには離脱した。現在、高速車としてはジェイバス車体を架装した現行型の車両が5台福岡線を中心に運用されている。旧型（初代）の車両は県外他事業者からの移籍車が3台在籍し、九州横断バスや延岡線など高速道路を走行しない路線に用いられている。
  - ヒュンダイユニバース - 2011年において空港リムジン用として韓国メーカーの現代自動車製の車両が初めて導入された。その後も徐々に空港リムジン用または九州横断バス用を中心として、2016年より高速路線用としても導入された事により台数を広げ、現在ではすべて合わせて15台を超える。
- 元々は夜行路線用と「フェニックス号」のみスーパーハイデッカー、それ以外の路線はハイデッカーでの導入とされていたが、前述の如く、もっとも導入比率の高い現行型日野セレガにおいては直結冷房が標準装備されている関係上、スーパーハイデッカーでは一部車高制限のあるバスターミナルでの乗り入れが困難であること、車両購入コスト削減などの観点から、現在在籍する車両のほとんどが昼行・夜行問わずハイデッカー車での導入となっており、スーパーハイデッカー車は現在も一部在籍しているも、経年化により徐々に姿を消しつつある。
- 原則的に各路線とも専用車が配置されているが、福岡線専用車においては鹿児島線や長崎線と共通運用化されている傾向にある。また、通常3列シート車で運用されている宮崎線においても、近年では車両都合時における代走や2号車以降の続行車として福岡線専用の車両が用いられるケースが多い。さらに、高速車両の都合時における代走として2015年以降導入の空港リムジン専用車（3代目塗装車）がイレギュラー扱いで運用される事もあるため、当該車両には高速車と同様にETC・高性能無線機も搭載されている。
- 空港リムジンバスにおいては、元々車内左前方に荷物置き場を設けたハイデッカー・スタンダードデッカー車両といった観光タイプ用車両での運行となっているが、2008年より一般路線バスタイプ（中乗り・前降り）のスロープ付きノンステップ超低床車両（日野ブルーリボンⅡ・西工96MC）が2台導入され、以降は運行ダイヤの一部にスロープ車両ダイヤが組み込まれ運用されるようになった。約12年間運用されたのち、2020年には同じく一般路線バスタイプ（中乗り・前降り）のスロープ付きワンステップ超低床車両（三菱エアロスター）が2台導入された事によって、先代の車両2台は空港リムジンバスとしての使命を終え、一般路線カラーに塗り替えられたのち木山営業所に転属し、同営業所管内の一般路線車として使用されている。ただ、先代のノンステップ車2台は一般路線車に転用後は吊り革が僅かばかり追加され、座席は観光仕様のハイバックシートのまま高齢者・身障者向け優先座席を示す黄色いヘッドカバーが一部取り付けられた程度で、荷物置き場も撤去されていない点がかつての空港リムジンバス専用車の名残りを残している。

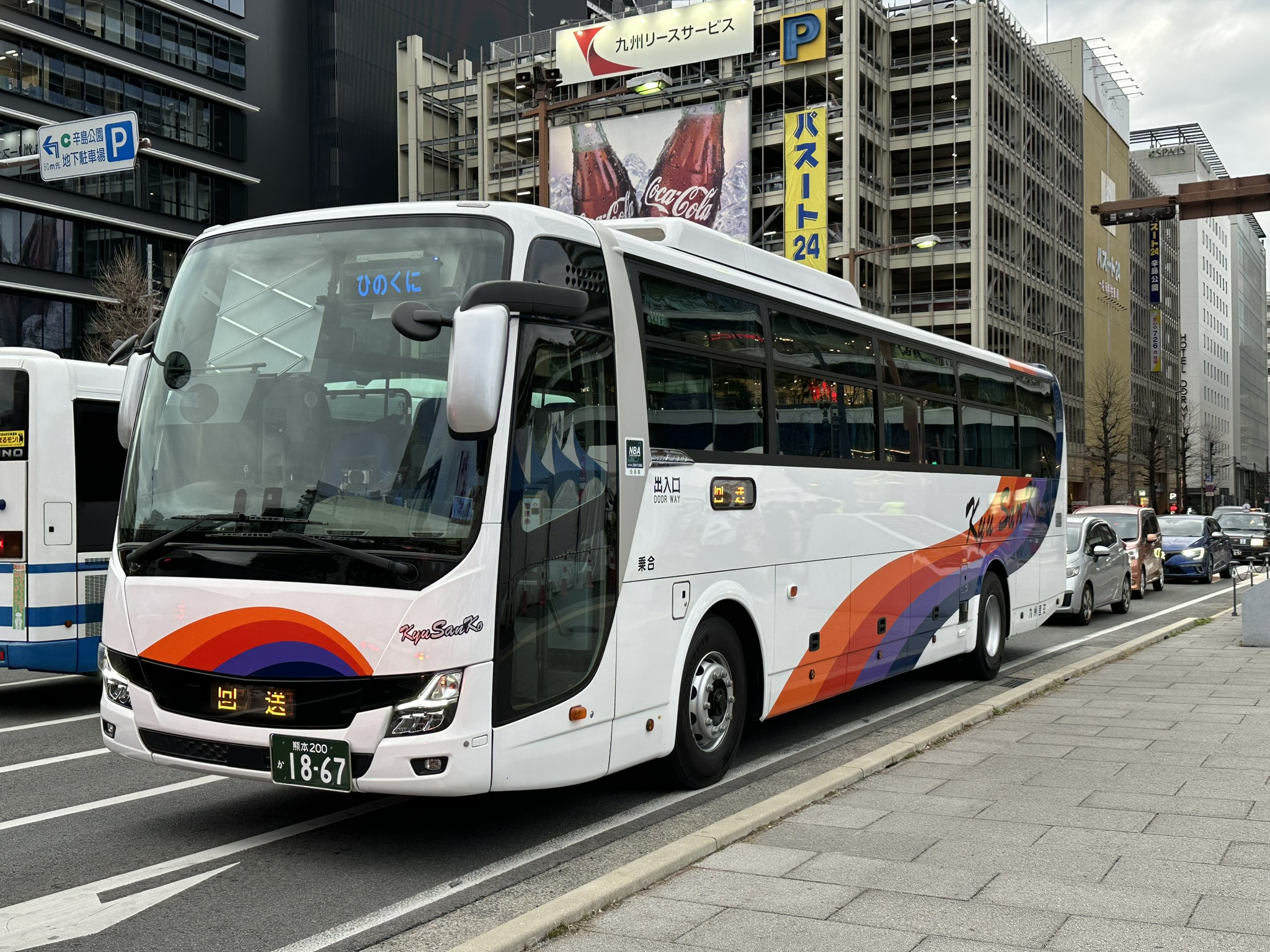
高速車 ひのくに号用
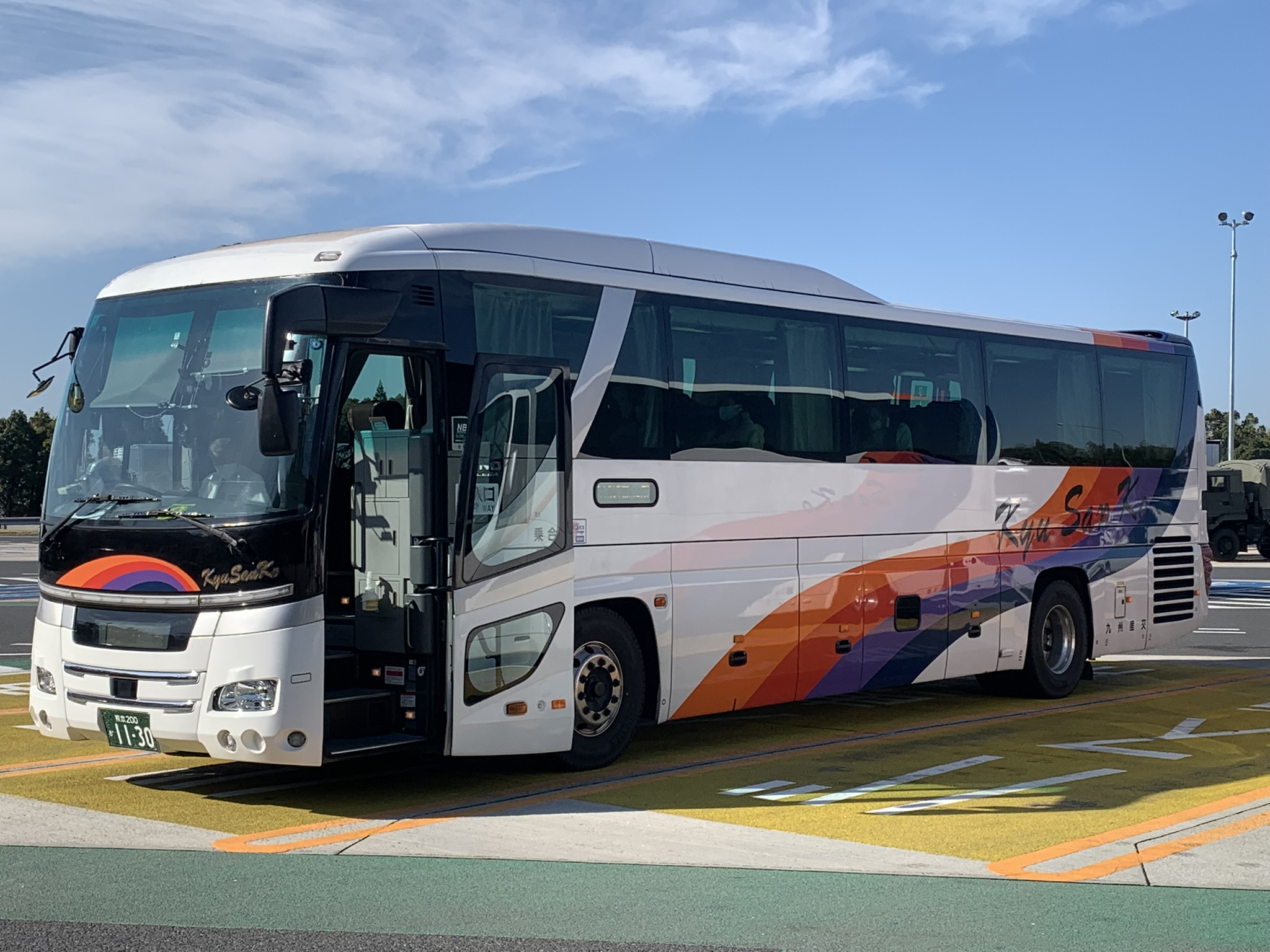
高速車 宮崎線ならびに夜行高速用
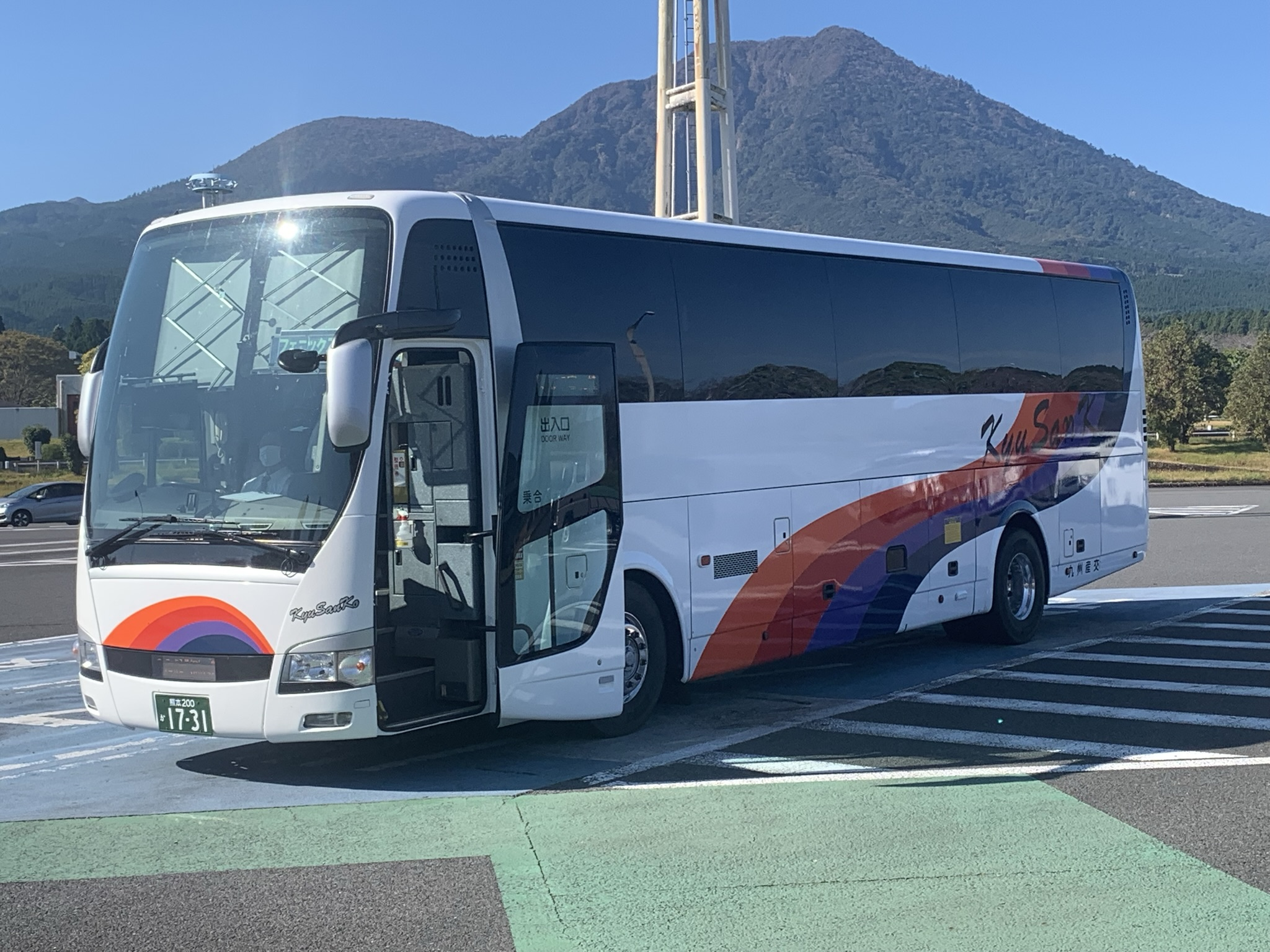
高速車（元名鉄バスから移籍） 宮崎線用
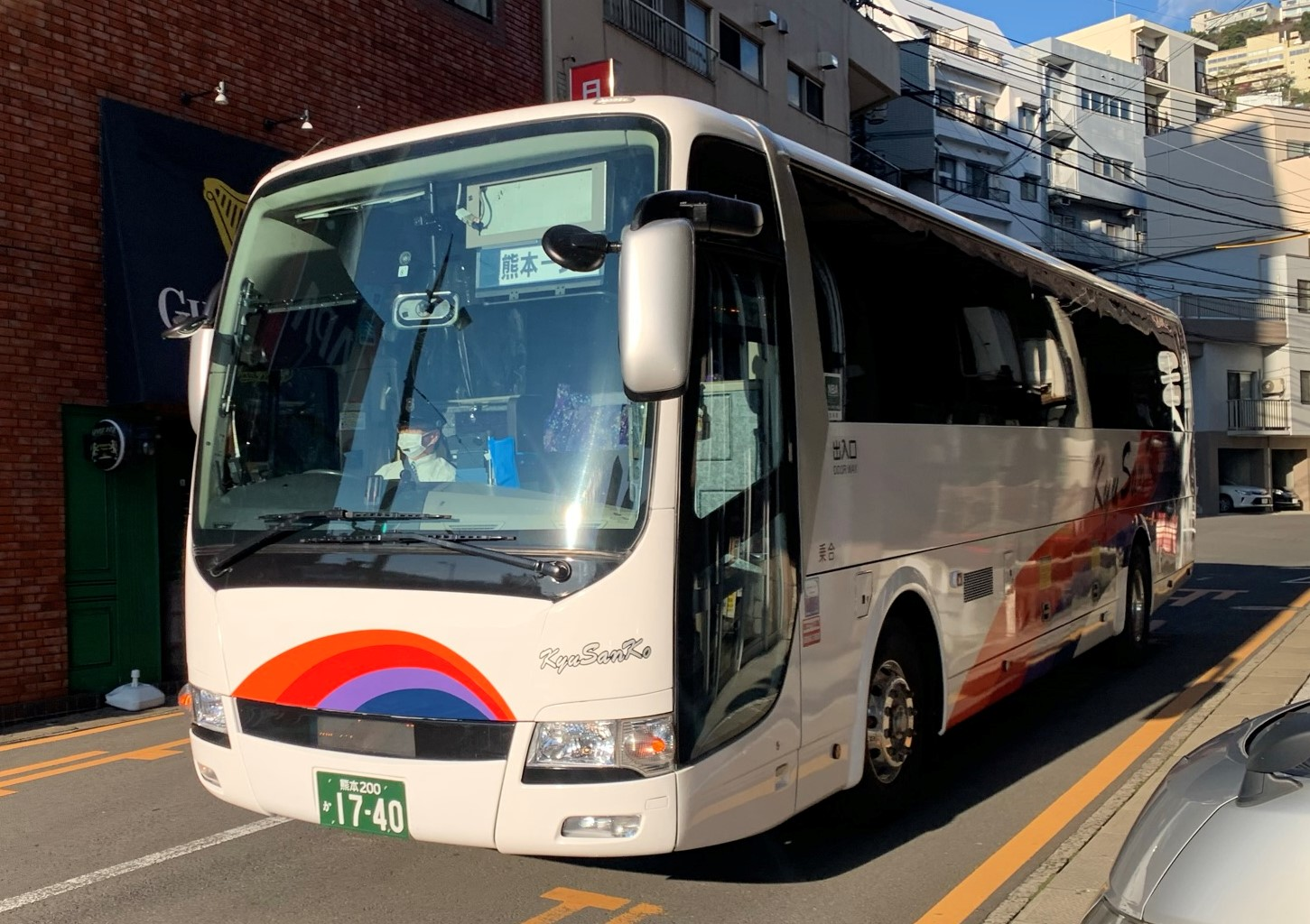
高速車（元名鉄バスから移籍） りんどう号用
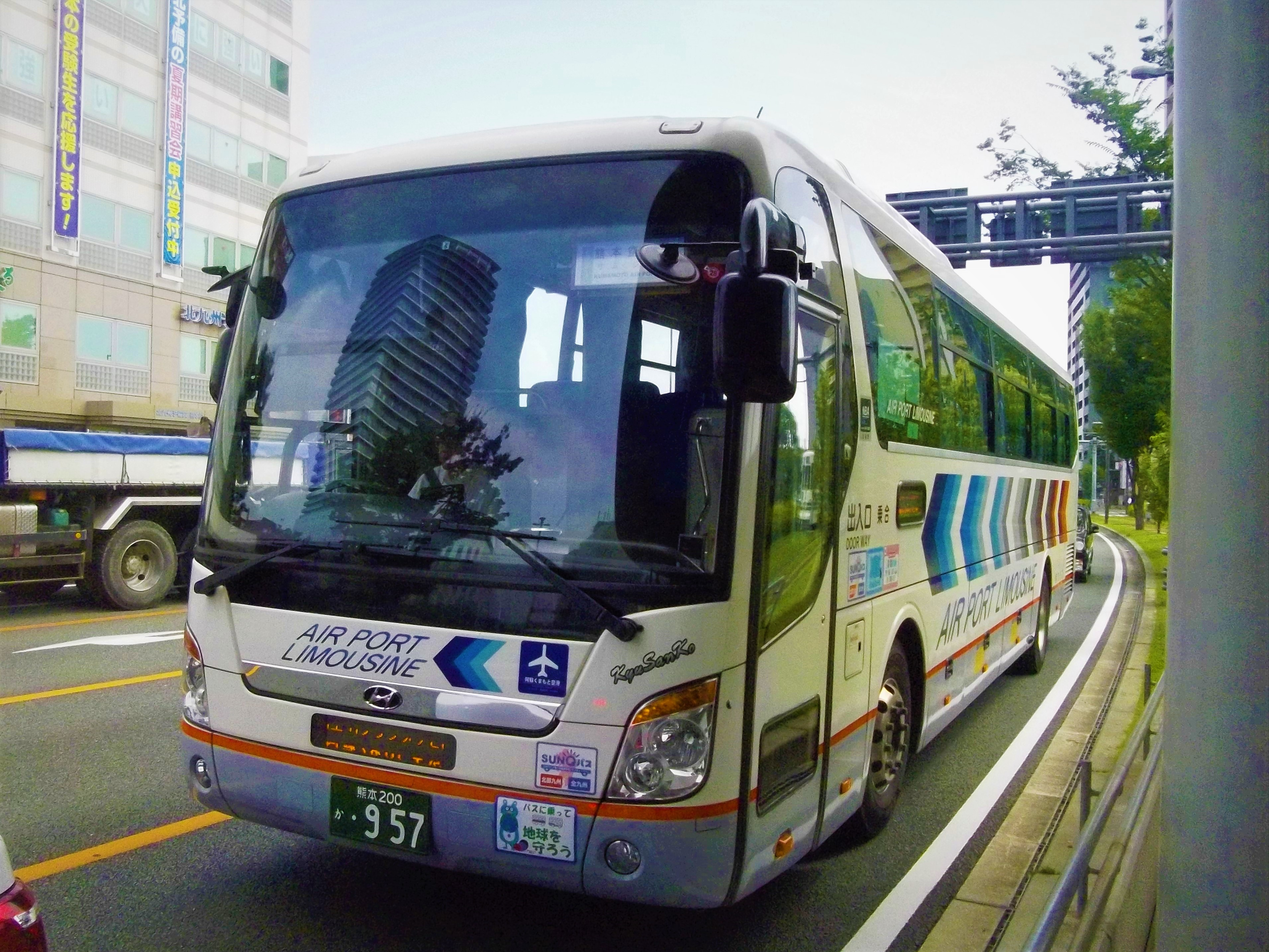
空港リムジン（一般車両）
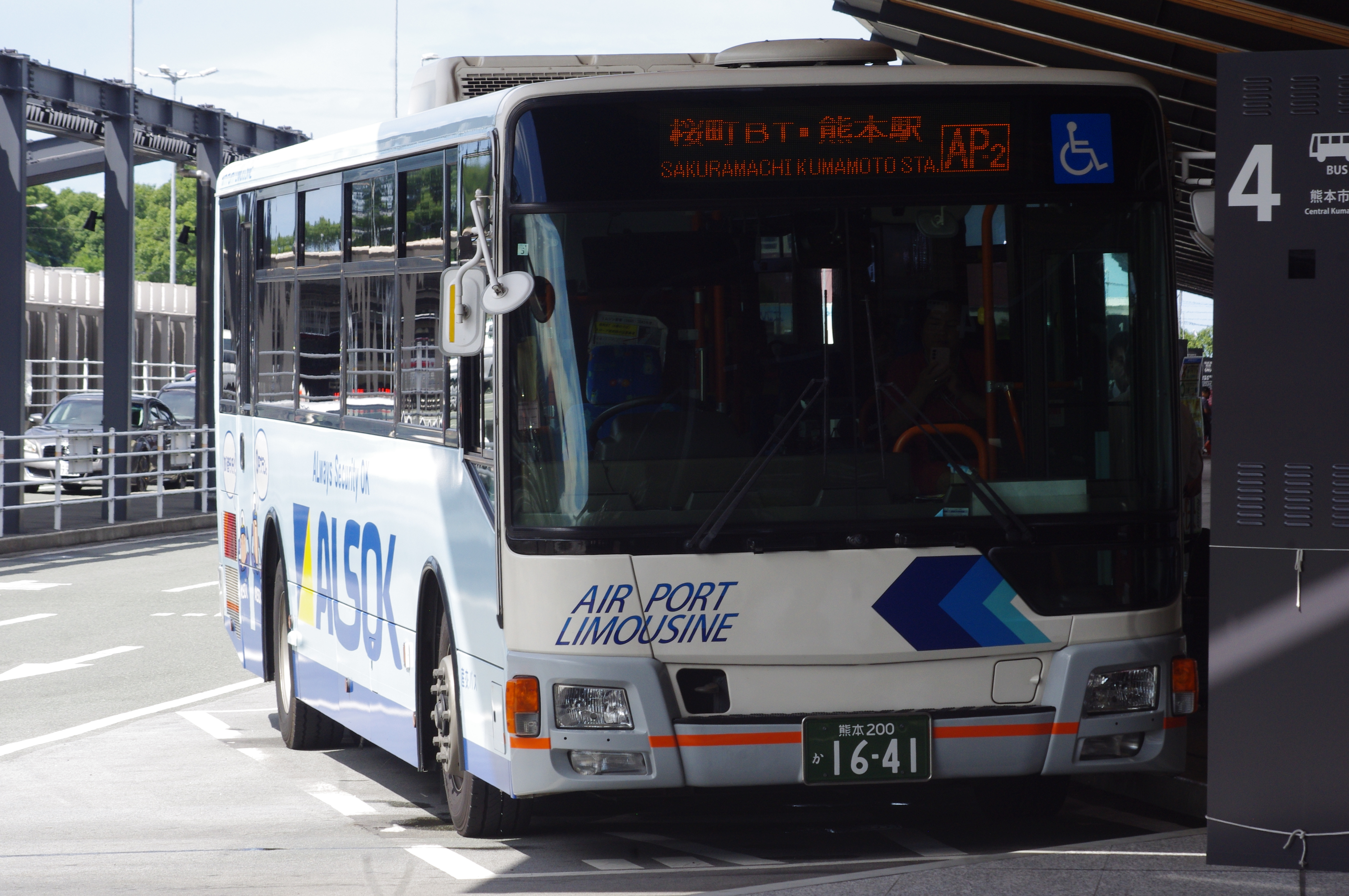
空港リムジン（ワンステップバス）
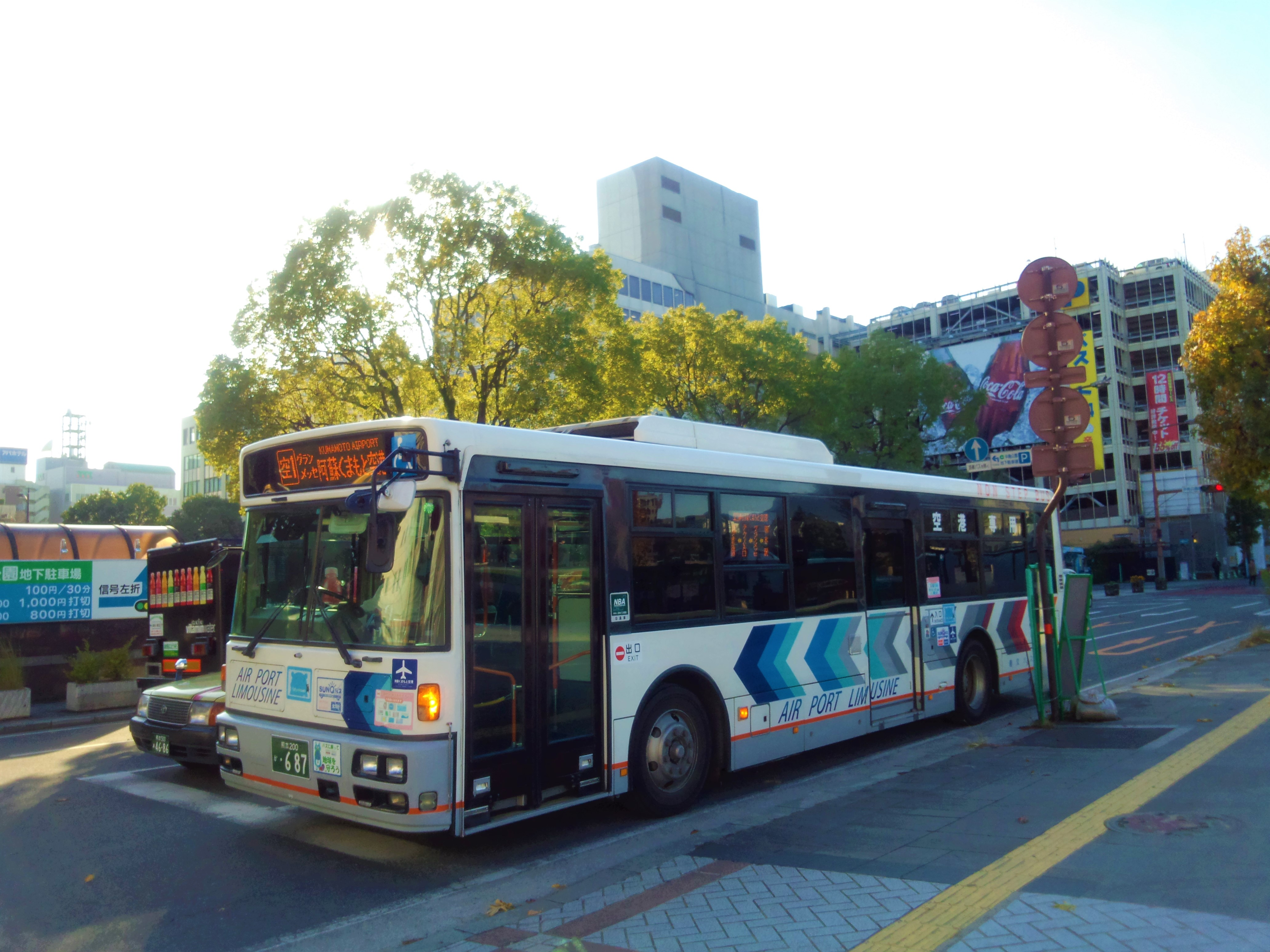
空港リムジン（ノンステップバス） 現在この車両は塗装変更され一般路線車に転用済

### 備考
1. ↑  スーパーノンストップ・植木IC経由・各停便福岡空港行きの3系統。博多BT・天神BT行きはスーパーノンストップ・植木IC経由のみ（福岡空港行きは博多BT・天神BTへは行かない）。熊本駅始発はスーパーノンストップの一部便のみ。
2. ↑  西部車庫（当営業所）発着・熊本駅経由は九州産交便のみ
3. ↑  サンライズ号の格安便。ただし、神戸は経由しない。
4. ↑  記載停留所のみ停車する速達便（スーパーフェニックス）と、これ以外に久留米・八女・八代にも停車する各停便の2系統あり。なお、車両と乗務員はなんぷう号（一部福岡での乗務員交替はひのくに号）にて送り込み。
5. ↑  車両と乗務員はひのくに号にて送り込み。
6. ↑  運行ダイヤにより別府直通便・黒川温泉（瀬の本）折返し便・由布院バスセンター折返し便の3系統あり。別府の終着地は別府駅東口手前の「別府駅前本町」となり、別府駅構内には入らない。
7. ↑  2016年の熊本地震前まで上記の九州横断バスが経由していた停車地を事実上復活させた形で2023年4月1日より運行開始。午前中に阿蘇山上ターミナル到着後、日中はアーデンホテル阿蘇まで往復運行し、夕方の便にて熊本までの折り返し運行をおこなう。
8. ↑  西部車庫 - 益城インター口間は、空港行きは乗車のみ、空港発は降車のみの扱い（クローズド・ドア）。グランメッセ熊本前 - 阿蘇くまもと空港間は途中乗降可能。
9. ↑  1日5便　平日朝の通勤・通学時間帯のみの運行
10. ↑  空港発西部車庫行きは1日2便　平土日祝日朝2便のみの運行　空港－自衛隊前間は乗車のみ、熊本駅－西部車庫間は降車のみ
11. ↑  西部車庫発空港行きは1日3便　平土日祝日夕方3便のみの運行　西部車庫－二本木口間は乗車のみ、自衛隊前－空港間は降車のみ（熊本駅は非経由）